# Nicole Marthe Le Douarin
Nicole Marthe Le Douarin (Lorient, 20 de agosto de 1930) é uma bióloga do desenvolvimento francesa, conhecida por seus estudos sobre quimerismos, que levaram a percepções críticas sobre os altamente especializados sistemas nervoso e imunológico dos animais.

## Publicações selecionadas
- Le Douarin N & Teillet M. "Experimental analysis of the migration and differentiation of neuroblasts of the autonomic nervous system and of neuroectodermal mesenchymal derivatives using a biological cell marking technique." Dev. Biol. v. 41, pp. 162–184 (1974).
- "Tracing of Cells of the Avian Thymus through Embryonic Life in Interspecific Chimaeras" (1975)
- "The Neural Crest" (1982)
- "Mapping of the Early Neural Primordium in Quail-Chick Chimaeras: I. Developmental Relationship between Placodes, Facial Ectoderm and Proscephalon" (1985)
- "Post-natal Development of a Demyelinating Disease in Avian Spinal Cord Chimaeras" (1986)
- "Cell line segregation during peripheral nervous system ontogeny" Science (1986)
- N. M. Le Douarin, S. Creuzet, G. Couly, and E. Dupin, Neural crest cell plasticity and its limits," Development 131, 4637-4650 (2004).

## Condecorações
- Prêmio Kyoto de biotecnologia (1986)
- Prêmio Louis-Jeantet de Medicina (1990)
- Prêmio Louisa Gross Horwitz (1993)
- Membro da Pontifícia Academia das Ciências (3 de setembro de 1999)[1]
- Membro da Academia Brasileira de Ciências (2002)[2]
- Prêmio Pearl Meister Greengard (2004)